# AMI (bedrijf)
AMI, voorheen American Megatrends Inc., is een Amerikaans bedrijf dat werd opgericht in 1985 en actief is als producent van computerhardware en firmware.

## Beschrijving
AMI werd opgericht in 1985 door Subramonian Shankar en Pat Sarma in Gwinnett County, Georgia. Het bedrijf startte aanvankelijk als fabrikant van moederborden en ging vanaf 1986 ook BIOS-software produceren die bekend werd onder de naam AMIBIOS. Het bedrijf schatte dat in 1994 ongeveer 75% van alle computers een BIOS-chip van AMI had.
Andere software die het bedrijf ontwikkelt is onder meer diagnostische en beheersoftware voor computersystemen.